# 黄尾鲴
黄尾鲴（学名：Xenocypris davidi）为輻鰭魚綱鯉形目鯝科鲴属的其中一種鱼类，俗名黄尾、黄片、黄鱼、黄姑子。

## 分布
黄尾鲴分布於亞洲中國黄河及珠江间的各水系及海南岛、珠江水系分布于西江、北江及东江等。该物种的模式产地在长江。

## 外形
本魚體呈紡錘形且略側扁，頭小、吻尖、眼大，其背部呈灰色，腹部為白色，鰓蓋後緣有一塊淡黃色斑塊，體長可達46.9公分，體重可達1.6公斤，棲息在中底層水域，以藻類、植物碎屑為食，可做為食用魚。

## 扩展阅读
- 黄河土著鱼类列表